# Tafers
Tafers (toponimo tedesco; in francese Tavel) è un comune svizzero di 3 354 abitanti del Canton Friburgo, nel distretto della Sense del quale è capoluogo.

## Monumenti e luoghi d'interesse

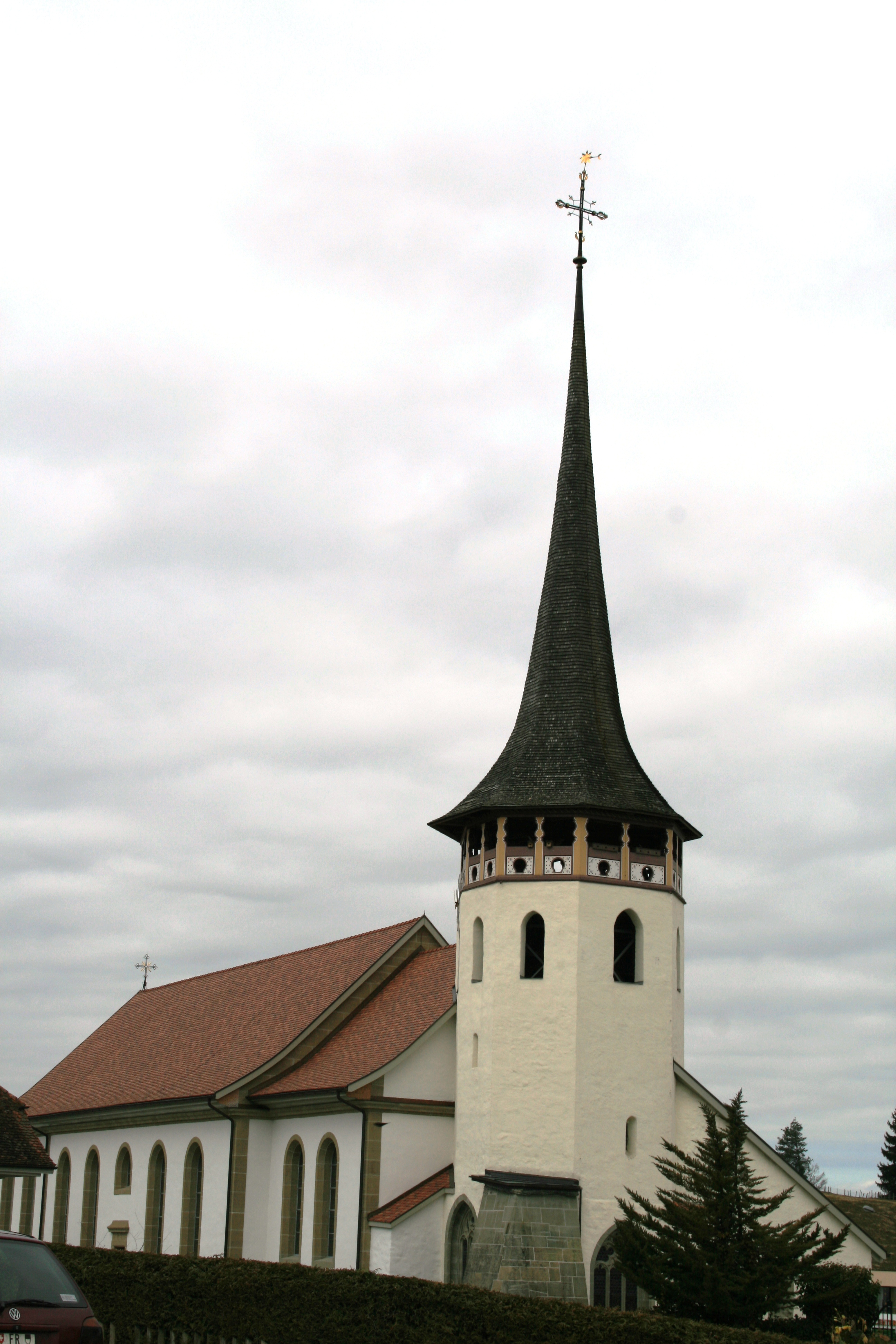
La chiesa cattolica di San Martino

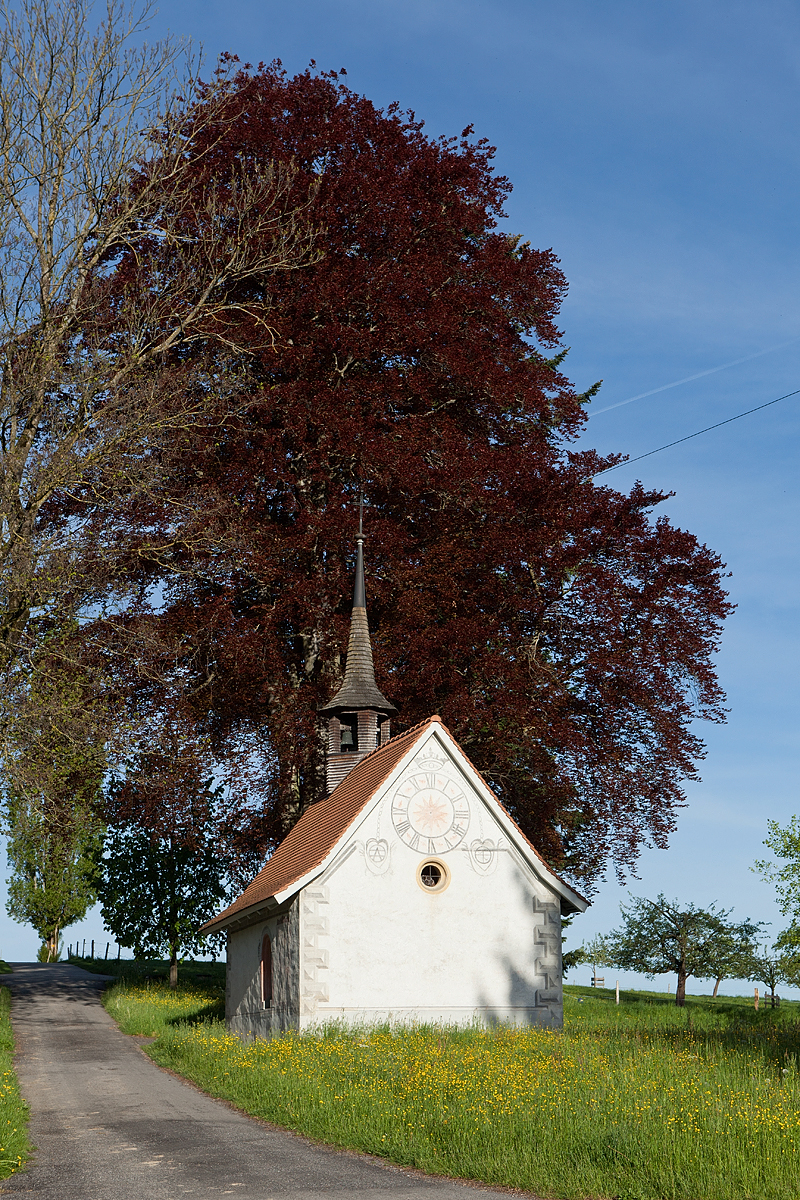
La cappella cattolica dei Santi Pietro e Paolo

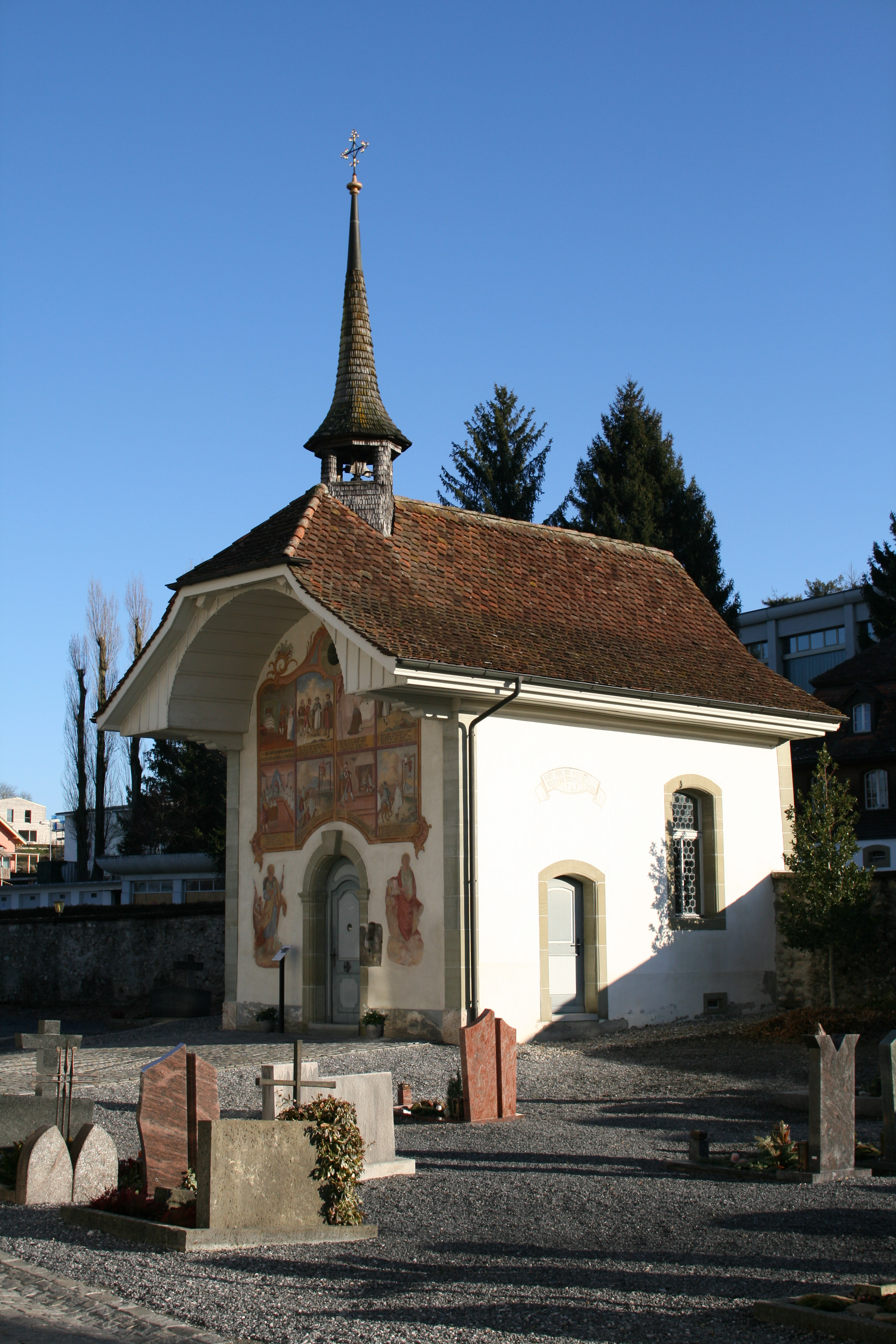
La cappella cattolica di San Giacomo

- Chiesa cattolica di San Martino, attestata dal 1148 e ricostruita nel XII-XIII secolo, nel 1530-1534 e nel 1786-1789[1];
- Cappella cattolica dei Santi Pietro e Paolo in località Maggenberg, eretta nel XVI secolo[1];
- Cappella cattolica di San Giacomo, eretta nel 1759[1].

## Società

### Evoluzione demografica
L'evoluzione demografica è riportata nella seguente tabella:
Abitanti censiti

## Amministrazione
Ogni famiglia originaria del luogo fa parte del comune patriziale che ha la responsabilità della manutenzione di ogni bene comune.